# 퀸산 탈수소효소
퀸산 탈수소효소(영어: quinate dehydrogenase) (EC 1.1.1.24)는 다음과 같은 화학 반응을 촉매하는 효소이다.
L-퀸산 + NAD+ ⇄ 3-디하이드로퀸산 + NADH + H+
퀸산 탈수소효소의 2가지 기질은 L-퀸산, NAD+이며, 3가지 생성물은 3-디하이드로퀸산, NADH, H+이다. 퀸산 탈수소효소는 산화환원효소 부류에 속하며, 특히 공여체가 CH-OH기이며, 수용체가 NAD+ 또는 NADP+인 효소에 속한다. 퀸산 탈수소효소는 페닐알라닌, 티로신, 트립토판의 생합성 과정에 참여한다.

## 명명법
퀸산 탈수소효소의 계통명은 L-퀸산:NAD+ 3-산화환원효소(영어: L-quinate:NAD+ 3-oxidoreductase)이다.
다음은 일반적으로 사용되는 다른 이름들이다.
- 퀴닉 탈수소효소(영어: quinic dehydrogenase)
- 퀸산:NAD 산화환원효소(영어: quinate:NAD oxidoreductase)
- 퀸산 5-탈수소효소(영어: quinate 5-dehydrogenase)
- 퀸산:NAD+ 5-산화환원효소(영어: quinate:NAD+ 5-oxidoreductase)

## 참고 문헌
- Gamborg OL (1966). “Aromatic metabolism in plants. III. Quinate dehydrogenase from mung bean cell suspension cultures”. 《Biochim. Biophys. Acta》 128: 483–491. doi:10.1016/0926-6593(66)90009-9.
- Mitsuhashi S, Davis BD (1954). “Aromatic biosynthesis. XIII. Conversion of quinic acid to 5-dehydroquinic acid by quinic dehydrogenase”. 《Biochim. Biophys. Acta》 15 (2): 268–80. doi:10.1016/0006-3002(54)90069-4. PMID 13208693.